# Heraultiella exilis
Heraultiella exilis é uma espécie de gastrópode  da família Hydrobiidae.
É endémica de França.